# Bunyip

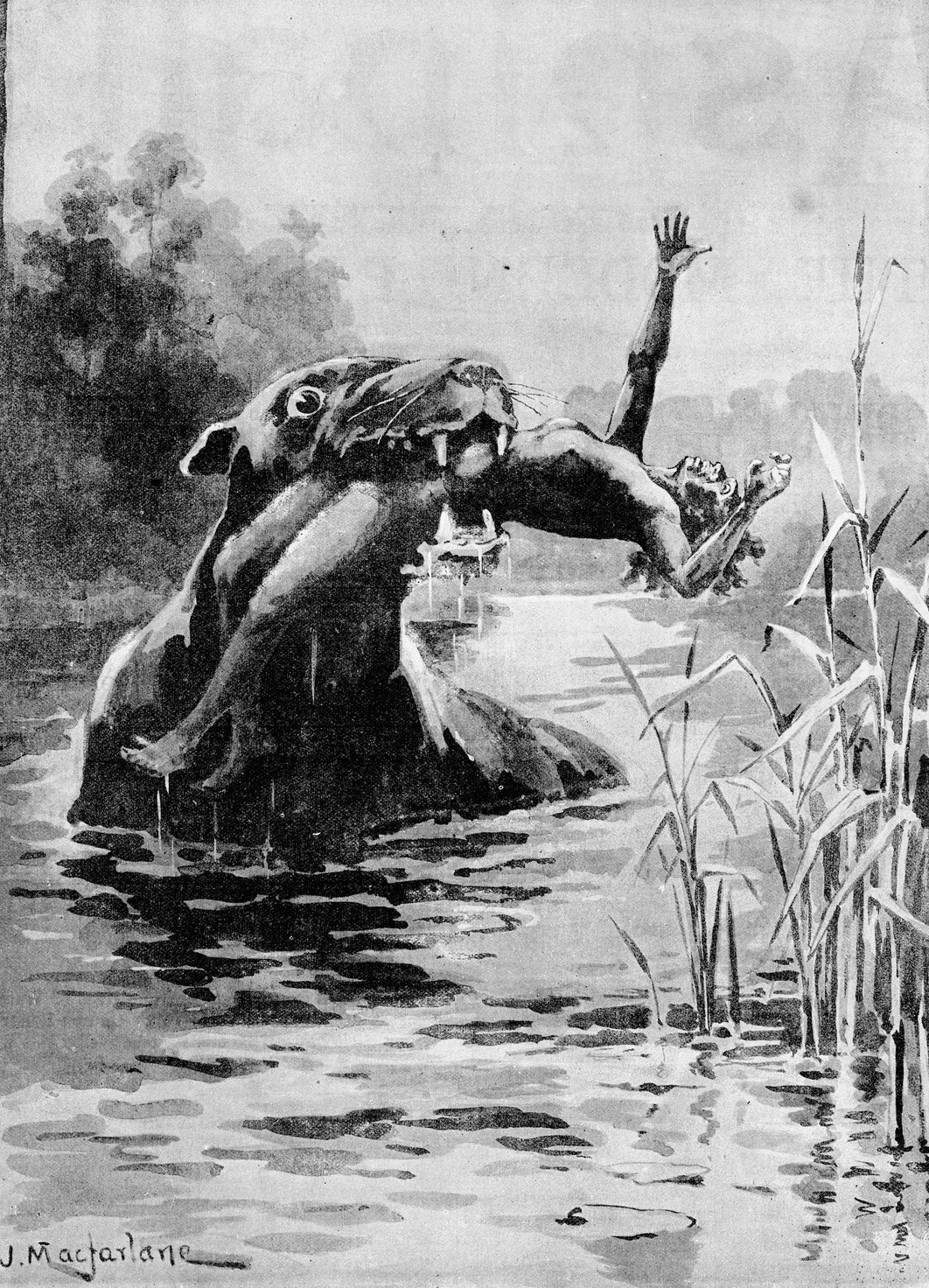
Un bunyip attacca una donna aborigena

Il bunyip (traducibile come diavolo o spirito) è una creatura del folklore australiano. Si tratta di un animale della mitologia aborigena, che sembra presentare somiglianze con animali estinti. Segnalazioni del bunyip si sono avute in tutta l'Australia fin dalla prima epoca coloniale. Al riguardo sono state formulate varie ipotesi.

## Caratteristiche
Le descrizioni del bunyip sono molto diverse tra loro. In genere viene dato per una specie di mostro lacustre. Le caratteristiche comuni alle varie descrizioni aborigene sono il muso canino, la pelliccia nera, la coda di cavallo, le pinne e le zanne corte ma dalla forma simile a quelle di tricheco o le corna. Secondo la leggenda si apposta nelle paludi, nelle acque stagnanti dei billabong, nei ruscelli, nei letti dei fiumi e nelle pozze d'acqua. Di notte si odono le sue grida raccapriccianti mentre divora qualche animale che si è avventurato nel suo territorio.

## Ricerca iniziale
All'inizio della colonizzazione dell'Australia, si diffuse l'idea che il bunyip fosse davvero una specie animale non ancora scoperta. I primi coloni europei, poco avvezzi alla vista e ai rumori della fauna del nuovo continente, erano particolarmente suggestinabili.

### Il “teschio del bunyip"

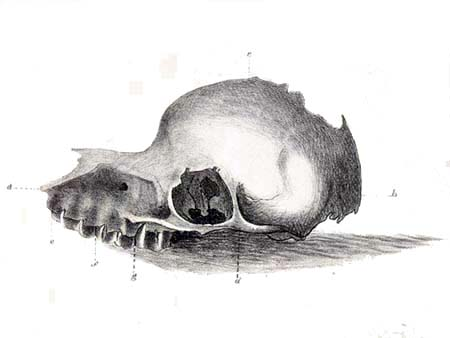
Il presunto teschio del bunyip.

Nel 1846, la scoperta di un teschio di forma inconsueta in una zona isolata (la riva del fiume Murrumbidgee nel Nuovo Galles del Sud), ricollegata al presunto "verso del bunyip", sembrò offrire una prova concreta dell'esistenza dell'animale. Intorno al reperto si fece frettolosamente clamore e questi finì in esposizione all'Australian Museum di Sydney nel luglio 1847, come cranio di un esemplare di specie ignota. Gli effetti della suggestione sull'opinione pubblica non tardarono. Il Sidney Morning Herald riferì come molte persone avessero abbandonato ogni remora a parlare dei loro avvistamenti. In tanti dissero di aver udito strani rumori notturni provenire dalle lagune o di aver visto 'forme nereggianti nell'acqua". Ma l'assenza di riscontri oggettivi portò a concludere, senza troppe indagini, che si trattasse piuttosto di uno scherzo della natura (presumibilmente un cavallo o un vitello sfigurato). Presto dimenticato, il presunto "teschio del bunyip" fece perdere le proprie tracce.
Con l'avanzare dell'esplorazione europea dell'Australia, si fece sempre più strada la convinzione che il bunyip non esistesse affatto. I ripetuti tentativi degli avventurieri australiani di catturare o almeno avvistare l'animale sfociarono nel modo di dire "a che serve cercare il bunyip?", usato per significare un'impresa completamente sterile o impossibile.

### Il “bunyip di Greta”
Il "bunyip di Greta" era l'esemplare che si riteneva fosse vissuto nella regione delle paludi di Greta, nel Victoria. La gente del luogo aveva spesso sentito un forte rimbombo provenire misteriosamente dall'acquitrino, ma nessuna delle frequenti battute di caccia era riuscita a stabilirne la provenienza. Bonificate le paludi, il rumore era cessato. Alcuni abitanti di Greta credettero che il bunyip fosse migrato in un'altra zona, altri ritennero che fosse morto a causa della scomparsa del suo habitat.

## Ipotesi

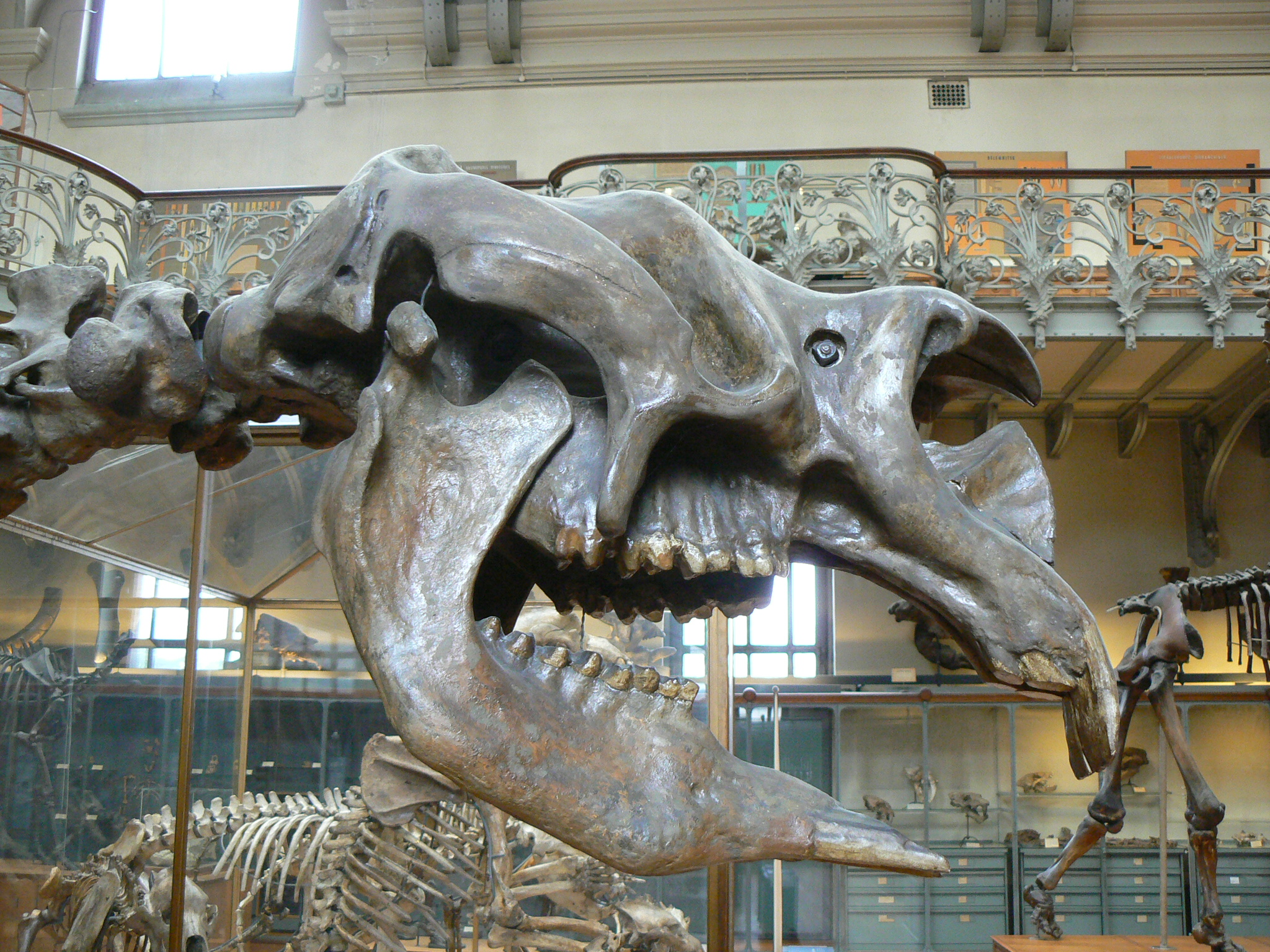
Uno scheletro di diprotodonte (Diprotodon australis)

Nonostante la totale assenza di prove documentate dell'esistenza del bunyip, la criptozoologia suggerisce che le leggende aborigene sull'animale siano reminiscenze del diprotodonte o di altro animale della megafauna australiana estinto intorno ai 50.000 anni fa, come il procoptodonte o il quinkana.
Le grida del opossum o del koala possono essere facilmente interpretate come quelle del bunyip. Anche la civetta ululante, un uccello notturno che vive nei pressi delle paludi e dei billabong nel bush australiano, talvolta è indicata come "responsabile" dei versi del bunyip. Il volatile è noto per il suo richiamo facilmente scambiato per un grido di donna o di fanciullo. Altre specie di uccelli, come i tarabusi e gli occhioni willaroo, emettono grida raccapriccianti, anch'esse talvolta attribuite al bunyip. Tutte le ipotesi diventano però poco plausibili se si considera che gli aborigeni, vissuti in Australia per tanto tempo, conoscono bene i versi dei vari animali.
Una possibile spiegazione della leggenda del bunyip si fonda sulla sua segnalazione nel sistema fluviale Murray-Darling. Qui infatti, durante le piene, risale notoriamente il fiume l'otaria orsina, restando poi presa entro il bacino quando la piena cessa. Si ricordano dozzine di otarie uccise o catturate fino a nord di Canberra (fra l'altro, in stretta prossimità di zone in cui è stato segnalato il bunyip). Vedendo questo animale per la prima volta, un aborigeno delle regioni interne lo troverebbe completamente sconosciuto e impressionante. Inoltre, molte delle descrizioni note del bunyip presentano qualche somiglianza con la fisionomia delle foche.

## Il bunyip nella cultura di massa

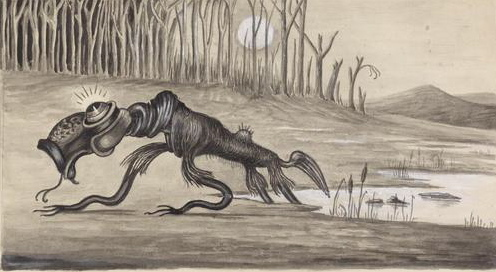
Un'illustrazione del 1935 raffigurante il bunyip

La figura del bunyip è molto popolare in Australia, dove ha prestato il suo nome anche alla geografia. Nel Victoria si trovano una città di Bunyip e un fiume Bunyip.
Un settimanale locale pubblicato nella città di Gawler, in Australia Meridionale, si intitola The Bunyip. Pubblicato in origine come opuscolo dalla Gawler Humbug Society, nel 1863, scelse questo nome con la motivazione che "il bunyip è il tipico esempio di fandonia australiana" (il termine humbug traduce infatti imbroglio, fandonia).
La creatura è sfruttata anche in letteratura. La raccolta di favole The Brown Fairy Book (1904) dello scozzese Andrew Lang include la storia di un bunyip. L'animale appare inoltre in libri illustrati per l'infanzia quali, ad esempio, il popolare The Bunyip of Berkeley's Creek, di Jenny Wagner. Esso descrive un bunyip alla ricerca di sé stesso, che ferma tutti i passanti chiedendo "com'è fatto un bunyip?". Al libro ispirò il suo nome la House of the Gentle Bunyip di Clifton Hill, una community house  fondata negli anni settanta e salvata dalla demolizione da un lungo picchettaggio nel 1997.
Sempre per i ragazzi, il bunyip è stato protagonista di spettacoli fin dagli anni cinquanta, con la rappresentazione teatrale The Bunyip and the Satellite di Barry Humphries (poi approdata in televisione). Per questa via il bunyip è stato subito esportato, in particolare negli Stati Uniti con il personaggio di Bertie the Bunyip. Il filone televisivo è stato naturalmente fortunato, e negli anni ottanta ha ricordato nuove raffigurazioni della creatura. Anche nella serie Streghe il bunyip fa la sua apparizione come una delle tante creature diaboliche, ed è descritto nel Libro delle Ombre. Più di recente, in un episodio di South Park, la creatura interpreta nientemeno che il ruolo di Dio.
Il bunyip ha la sua parte anche nel cinema e nella musica. Un film del 1986, Il mistero del lago scuro, ha rappresentato un bunyip di nome Donkegin, che infesta uno stagno. Una band reggae neozelandese (1998-2003) si chiamava Bunyip.
Esistono infine ricostruzioni meccaniche della creatura nei parchi divertimenti australiani, come il celebre Big Banana di Coffs Harbour (circuito in monorotaia che ripercorre fra l'altro la mitologia aborigena), e ovviamente ci sono anche bunyip a gettone. Il nome della creatura è sfruttato anche nei videogiochi, come Final Fantasy X, e nei MMORPG, come RuneScape. Un Bunyip compare anche nel videogioco Ty la tigre della Tasmania.
La creatura è menzionata anche nel noto film per bambini australiano Dot e il Canguro della Aussie Children,apparendo in uno dei numeri musicali del cartone. Dot vede un'immagine del mostro sul muro di caverna, e le viene spiegata, da parte di alcuni pipistrelli, la leggenda del Bunyip,  che lo dipinge come un mostro pericoloso e aggressivo, descritto come "In parte animale, in parte uccello", per la confusione e l'orrore di Dot e della cangura.
Nel film Godzilla II - King of the Monsters vi è un mostro noto come Titanus Bunyip. Non si vede ma il suo nome compare su degli schermi, che indicano che è monitorato nell'Avamposto 99, situato presso l'Ayers Rock.